# Răzvan Avram
Răzvan George Avram (n. 12 septembrie 1986, București, România) este un fotbalist român, care joacă pe post de mijlocaș la Afumați în Liga a II-a.
Considerat copilul-minune al grupei 1986 de juniori de la Steaua București, fiind un bun conducător de joc, Avram nu a reușit totuși să confirme la Steaua.
A fost declarat unul dintre cei mai buni jucători ai turneului din Franța unde au fost prezente peste o sută de echipe de juniori.
Olympique Marseille i-a oferit un contract, dar Steaua s-a opus transferului, întrucât se baza pe serviciile sale.
Jucătorul a fost împrumutat de Steaua București la FCM Câmpina unde a fost în continuare monitorizat de echipa bucureșteană. După expirarea contractului cu FCM  Câmpina a ales să semneze cu Prefab Modelu, acolo unde se regăseau mai mulți foști steliști: Dumitru Dumitriu, Dumitru Hotoboc și Erik Lincar.
Selecționerul Emil Săndoi l-a convocat frecvent la trialurile organizate de echipa națională de tineret a României. Reușind adeseori să marcheze la aceste întruniri el a atras atenția mai multor cluburi printre care și FC Brașov.